# Arquidiócesis de Liubliana
La arquidiócesis de Liubliana (en latín: Archidioecesis Labacen(sis) y en esloveno: Nadškofija Ljubljana) es una circunscripción eclesiástica latina de la Iglesia católica en Eslovenia, sede metropolitana de la provincia eclesiástica de Liubliana. La arquidiócesis tiene al arzobispo Stanislav Zore, O.F.M. como su ordinario desde el 4 de octubre de 2014.

## Territorio y organización

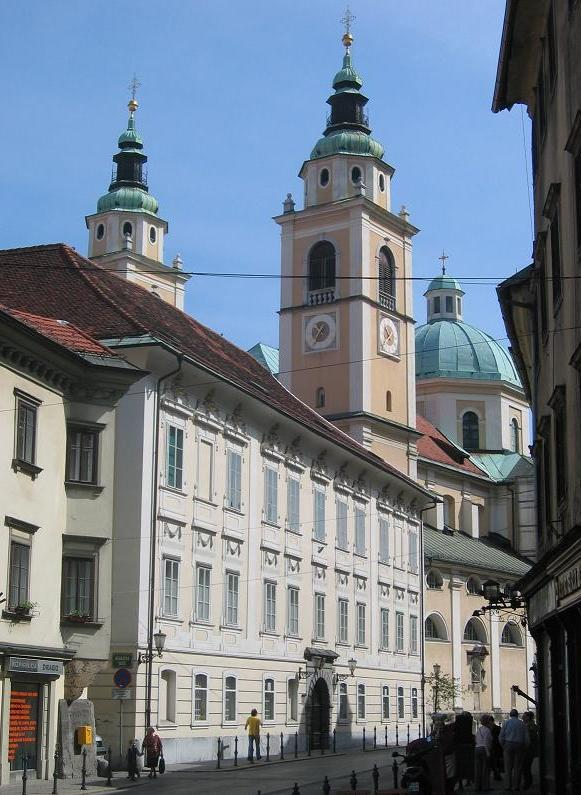
Arzobispado de Liubliana con la Catedral de San Nicolás.

La arquidiócesis tiene 5608 km² y extiende su jurisdicción sobre los fieles católicos de rito latino residentes en la parte central de Eslovenia.
La sede de la arquidiócesis se encuentra en la ciudad de Liubliana, en donde se halla la Catedral de San Nicolás.
En 2019 en la arquidiócesis existían 234 parroquias.
La arquidiócesis tiene como sufragáneas a las diócesis de: Koper y Novo Mesto. 

## Historia
La diócesis de Liubliana fue erigida el 6 de diciembre de 1461. Originalmente era sufragánea del patriarcado de Aquilea, pero no se respetó la subordinación del obispo de Liubliana al metropolitano de Aquilea, prevista por la bula fundacional del emperador Federico III de Habsburgo. Los obispos de Liubliana nunca fueron confirmados por el patriarca de Aquilea, sino que siempre por el papa. El papa Pío II confirmó la erección de la diócesis el 9 de septiembre de 1462.
El 8 de marzo de 1788 fue elevada al rango de arquidiócesis metropolitana con la bula In universa gregis del papa Pío VI, pero el 19 de agosto de 1807 fue degradada a diócesis inmediatamente sujeta a la Santa Sede con la bula Quaedam tenebrosa del papa Pío VII.
El 27 de julio de 1830, como resultado de la bula Insuper eminenti del papa Pío VIII, se convirtió en sufragánea de la arquidiócesis de Gorizia.
El 20 de febrero de 1932, siguiendo la bula Quo Christi fideles del papa Pío XI, cedió la parroquia de Fusine en Valromana (nombre en italiano de Bela Peč) a la arquidiócesis de Údine, los decanatos de Idria y Vipava a la arquidiócesis de Gorizia y el decanato de Postoina a la diócesis de Trieste.
El 13 de diciembre de 1961, con la carta apostólica Clarissimae tamquam, el papa Juan XXIII proclamó patronos principales de la diócesis a los santos Cirilo y Metodio, y patronos secundarios a los santos Hermágoras y Fortunato.
El 22 de diciembre de 1961 fue elevada nuevamente al rango de arquidiócesis con la bula Quandoquidem del papa Juan XXIII.
El 22 de noviembre de 1968, la arquidiócesis volvió a ser sede metropolitana como resultado de la bula Quisquis cum animo del papa Pablo VI.
El 7 de abril de 2006 cedió una parte de su territorio para la erección de la diócesis de Novo Mesto mediante la bula Commodioribus condicionibus del papa Benedicto XVI. En la misma fecha, la diócesis de Maribor, que era sufragánea de Liubliana, fue elevada a arquidiócesis metropolitana.

## Estadísticas
De acuerdo con el Anuario Pontificio 2020 la arquidiócesis tenía a fines de 2019 un total de 545 111 fieles bautizados.
| Año                                                                             | Población            | Población | Población      | Sacerdotes | Sacerdotes    | Sacerdotes    | Bautizados por sacerdote | Diáconos permanentes | Religiosos | Religiosos | Parroquias |
| Año                                                                             | Bautizados católicos | Total     | % de católicos | Total      | Clero secular | Clero regular | Bautizados por sacerdote | Diáconos permanentes | Varones    | Mujeres    | Parroquias |
| ------------------------------------------------------------------------------- | -------------------- | --------- | -------------- | ---------- | ------------- | ------------- | ------------------------ | -------------------- | ---------- | ---------- | ---------- |
| 1950                                                                            | 520 000              | 521 571   | 99.7           | 790        | 614           | 176           | 658                      |                      | 326        | 1310       | 285        |
| 1970                                                                            | 650 584              | 697 000   | 93.3           | 450        | 315           | 135           | 1445                     | 1                    | 293        | 723        | 290        |
| 1980                                                                            | 700 000              | 808 000   | 86.6           | 522        | 363           | 159           | 1340                     |                      | 271        | 720        | 288        |
| 1990                                                                            | 718 966              | 884 172   | 81.3           | 528        | 359           | 169           | 1361                     | 6                    | 266        | 610        | 300        |
| 1999                                                                            | 703 450              | 883 175   | 79.7           | 541        | 365           | 176           | 1300                     | 5                    | 251        | 553        | 305        |
| 2000                                                                            | 707 417              | 885 628   | 79.9           | 559        | 384           | 175           | 1265                     | 5                    | 248        | 557        | 306        |
| 2001                                                                            | 710 877              | 892 686   | 79.6           | 551        | 378           | 173           | 1290                     | 6                    | 232        | 566        | 306        |
| 2002                                                                            | 733 394              | 905 829   | 81.0           | 562        | 388           | 174           | 1304                     | 5                    | 231        | 582        | 306        |
| 2003                                                                            | 715 084              | 906 430   | 78.9           | 563        | 388           | 175           | 1270                     | 4                    | 231        | 540        | 306        |
| 2004                                                                            | 715 000              | 914 684   | 78.2           | 576        | 398           | 178           | 1241                     | 4                    | 234        | 525        | 306        |
| 2012                                                                            | 561 600              | 772 106   | 72.7           | 431        | 288           | 143           | 1303                     | 21                   | 179        | 380        | 234        |
| 2013                                                                            | 554 417              | 776 336   | 71.4           | 428        | 288           | 140           | 1295                     | 21                   | 189        | 357        | 234        |
| 2016                                                                            | 553 661              | 791 351   | 70.0           | 418        | 280           | 138           | 1324                     | 20                   | 176        | 315        | 234        |
| 2019                                                                            | 545 111              | 800 585   | 68.1           | 393        | 255           | 138           | 1387                     | 19                   | 165        | 294        | 234        |
| Fuente: Catholic-Hierarchy, que a su vez toma los datos del Anuario Pontificio. |                      |           |                |            |               |               |                          |                      |            |            |            |

## Episcopologio

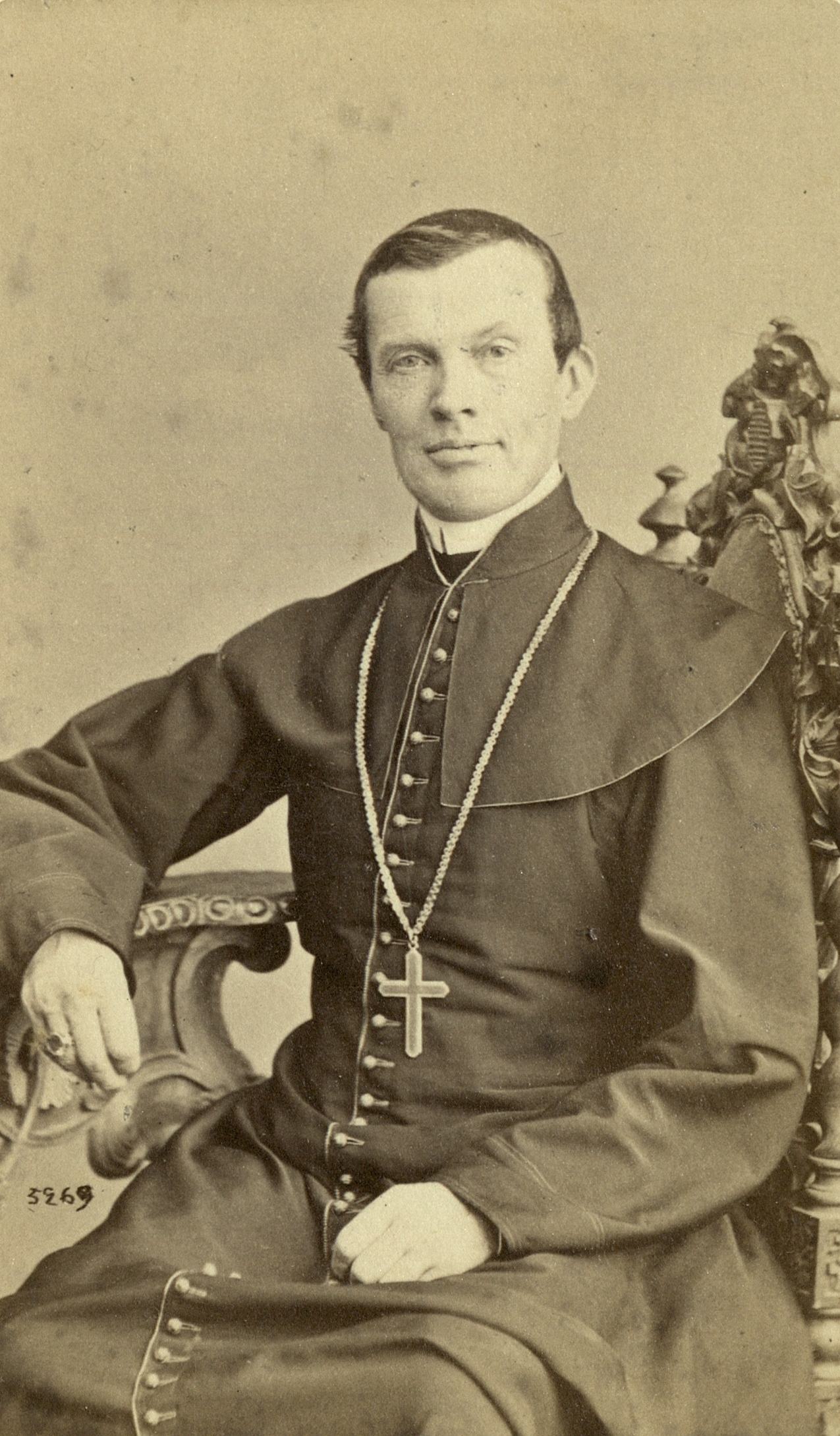
Obispo Janez Zlatoust Pogačar (1875-1884)

- Sigmund von Lamberg † (6 de junio de 1463-8 de junio de 1488 falleció)
  - Sede vacante (1488-1494)
- Christophorus Rauber † (28 de febrero de 1494-26 de octubre de 1536 falleció)[12]
- Franz Kazianer † (11 de abril de 1537-31 de marzo de 1543 falleció)
- Urban Textor † (19 de diciembre de 1543-1558 falleció)
- Peter von Seebach † (2 de octubre de 1560-1571 falleció)
- Konrad Adam Glušič † (17 de octubre de 1571-1578 falleció)
  - Baltazar Radlič † (15 de mayo de 1579-19 de julio de 1579 falleció) (obispo electo)
- Janez Tavčar † (20 de mayo de 1580-24 de agosto de 1597 falleció)
- Thomas Chrön (Tomaž Hren) † (29 de marzo de 1599-10 de febrero de 1630 falleció)
- Rinaldo Scarlicchio † (13 de noviembre de 1630-7 de diciembre de 1640 falleció)
- Otto Friedrich von Puchheim † (15 de abril de 1641-3 de abril de 1664 falleció)
- Giuseppe Antonio Rabatta † (23 de junio de 1664-18 de febrero de 1683 falleció)
- Sigismund Christoph von Herberstein † (21 de abril de 1683-18 de julio de 1701 renunció)
- Franz Ferdinand von Kuenburg † (18 de julio de 1701-10 de abril de 1711 nombrado arzobispo de Praga)
- Franz Karl von Kaunitz-Rietberg † (12 de abril de 1711-25 de septiembre de 1717 falleció)
- Wilhelm von Leslie † (5 de enero de 1718-4 de abril de 1727 falleció)
- Sigismund Felix von Schrattenbach † (14 de julio de 1727-12 de junio de 1742 falleció)
- Ernst Amadeus Thomas von Attems † (6 de octubre de 1742-5 de diciembre de 1757 falleció)
- Leopold Josef Hannibal Petazzi de Castel Nuovo † (22 de septiembre de 1760-22 de noviembre de 1772 falleció)
- Karl Johann von Herberstein † (28 de noviembre de 1772-7 de octubre de 1787 falleció)
- Michael Léopold Brigido † (7 de abril de 1788-23 de marzo de 1807 nombrado obispo de Spiš)
- Anton Kautschitz † (15 de julio de 1807-17 de marzo de 1814 falleció)
- Augustin Johann Joseph Gruber † (26 de junio de 1815-16 de febrero de 1823 nombrado arzobispo de Salzburgo)
- Anton Alois Wolf † (27 de febrero de 1824-7 de febrero de 1859 falleció)
- Bartholomäus Widmer (Jernej Vidmar) † (23 de marzo de 1860-30 de septiembre de 1872 renunció)
  - Sede vacante (1872-1875)
- Johann Chrysostomos Pogacar (Janez Zlatoust Pogačar) † (10 de agosto de 1875-25 de enero de 1884 falleció)
- Jakob Missia † (10 de noviembre de 1884-24 de marzo de 1898 nombrado arzobispo de Gorizia y Gradisca)
- Anton Bonaventura Jeglič † (24 de marzo de 1898-17 de mayo de 1930 renunció[13])
- Gregorij Rožman † (17 de mayo de 1930-16 de noviembre de 1959 falleció)
- Anton Vovk † (26 de noviembre de 1959-6 de julio de 1963 falleció)
- Jožef Pogačnik † (2 de marzo de 1964-23 de febrero de 1980 retirado)
- Alojzij Šuštar † (23 de febrero de 1980-5 de marzo de 1997 retirado)
- Franc Rodé, C.M. (5 de marzo de 1997-11 de febrero de 2004 nombrado prefecto de la Congregación para los Institutos de Vida Consagrada y las Sociedades de Vida Apostólica)[14]
- Alojzij Uran † (25 de octubre de 2004-28 de noviembre de 2009 renunció)
- Anton Stres, C.M. (28 de noviembre de 2009-31 de julio de 2013 renunció)[15]
- Stanislav Zore, O.F.M., desde el 4 de octubre de 2014